# Halowe Mistrzostwa Świata w Lekkoatletyce 2016 – skok o tyczce kobiet
Skok o tyczce kobiet – jedna z konkurencji technicznych rozegranych podczas halowych lekkoatletycznych mistrzostw świata w Oregon Convention Center w Portlandzie.
Tytułu mistrzowskiego z 2014 nie broniła Kubanka Yarisley Silva.

## Minimum kwalifikacyjne
Aby zakwalifikować się do mistrzostw, należało wypełnić minimum kwalifikacyjne wynoszące 4,71 m (uzyskane w okresie od 1 stycznia 2015 do 7 marca 2016). Zaplanowano od razu konkurs finałowy (bez eliminacji), z udziałem około 12 zawodniczek (w przypadku, gdy mniej lekkoatletów z minimum zgłosi się do zawodów, kolejni mogą być zapraszani na podstawie lokat na listach światowych).

## Terminarz
| Data     | Godzina |       |
| -------- | ------- | ----- |
| 17 marca | 19:05   | Finał |

## Rekordy
W poniższej tabeli przedstawiono (według stanu przed rozpoczęciem mistrzostw) halowe rekordy świata, poszczególnych kontynentów oraz halowych mistrzostw świata
|                                   | Zawodniczka       | Wynik | Miejsce    | Data                  |
| --------------------------------- | ----------------- | ----- | ---------- | --------------------- |
| Halowy rekord świata              | Jennifer Suhr     | 5,03  | Brockport  | 30 stycznia 2016(dts) |
| Rekord halowych mistrzostw świata | Jelena Isinbajewa | 4,86  | Budapeszt  | 6 marca 2004(dts)     |
| Halowy rekord Afryki              | Elmarie Gerryts   | 4,41  | Birmingham | 20 lutego 2000(dts)   |
| Halowy rekord Ameryki Południowej | Fabiana Murer     | 4,83  | Nevers     | 7 lutego 2015(dts)    |
| Halowy rekord Ameryki Północnej   | Jennifer Suhr     | 5,03  | Brockport  | 30 stycznia 2016(dts) |
| Halowy rekord Australii i Oceanii | Kym Howe          | 4,72  | Donieck    | 10 lutego 2007(dts)   |
| Halowy rekord Azji                | Li Ling           | 4,70  | Doha       | 19 lutego 2016(dts)   |
| Halowy rekord Europy              | Jelena Isinbajewa | 5,01  | Sztokholm  | 23 lutego 2012(dts)   |

## Listy światowe
Tabela przedstawia 10 najlepszych zawodniczek (według list światowych) w sezonie halowym 2016 przed rozpoczęciem mistrzostw.
| Lp. | Zawodnik             | Wynik | Data        | Miejsce        |
| --- | -------------------- | ----- | ----------- | -------------- |
| 1.  | Jennifer Suhr        | 5,03  | 30 stycznia | Brockport      |
| 2.  | Sandi Morris         | 4,95  | 12 marca    | Portland       |
| 3.  | Katerina Stefanidi   | 4,90  | 20 lutego   | Nowy Jork      |
| 3.  | Demi Payne           | 4,90  | 20 lutego   | Nowy Jork      |
| 5.  | Nikoleta Kiriakopulu | 4,81  | 17 lutego   | Sztokholm      |
| 6.  | Nicole Büchler       | 4,75  | 4 marca     | Bad Oeynhausen |
| 6.  | Anżelika Sidorowa    | 4,75  | 22 stycznia | Moskwa         |
| 8.  | Mary Saxer           | 4,71  | 15 stycznia | Reno           |
| 8.  | Wilma Murto          | 4,71  | 31 stycznia | Zweibrücken    |
| 8.  | Fabiana Murer        | 4,71  | 17 lutego   | Sztokholm      |

## Wyniki
| CR – rekord mistrzostw \| NR – rekord kraju \| AR – rekord kontynentu \| SB – najlepszy wynik w sezonie \| PB – rekord życiowy |

### Finał
Źródło: IAAF
| Poz. | Zawodniczka          | Reprezentacja     | 4,35 | 4,50 | 4,60 | 4,70 | 4,75 | 4,80 | 4,85 | 4,90 | 4,95 | Rezultat | Uwagi |
| ---- | -------------------- | ----------------- | ---- | ---- | ---- | ---- | ---- | ---- | ---- | ---- | ---- | -------- | ----- |
| 01 ! | Jennifer Suhr        | Stany Zjednoczone | –    | –    | o    | –    | o    | –    | o    | o    |      | 4,90     | CR    |
| 02 ! | Sandi Morris         | Stany Zjednoczone | –    | o    | o    | o    | xo   | o    | o    | xx–  | x    | 4,85     |       |
| 03 ! | Katerina Stefanidi   | Grecja            | –    | o    | o    | o    | o    | o    | x–   | xx   |      | 4,80     |       |
| 4.   | Nicole Büchler       | Szwajcaria        | –    | o    | xxo  | xxo  | xx-  | o    | x–   | xx   |      | 4,80     | NR    |
| 5.   | Eliza McCartney      | Nowa Zelandia     | –    | o    | –    | xo   | –    | xxx  |      |      |      | 4,70     | NR    |
| 6.   | Fabiana Murer        | Brazylia          | –    | o    | o    | xxx  |      |      |      |      |      | 4,60     |       |
| 6.   | Nikoleta Kiriakopulu | Grecja            | –    | o    | o    | xxx  |      |      |      |      |      | 4,60     |       |
| 8.   | Romana Maláčová      | Czechy            | xo   | o    | xxx  |      |      |      |      |      |      | 4,50     |       |
| –    | Marta Onofre         | Portugalia        | xxx  |      |      |      |      |      |      |      |      | NM       |       |
| –    | Alana Boyd           | Australia         |      |      |      |      |      |      |      |      |      | DNS      |       |